# Suzuki V-Strom 1050
Die Suzuki V-Strom 1050 ist ein Motorrad  des japanischen Fahrzeugherstellers Suzuki und folgt der bis 2019 gebauten Suzuki V-Strom 1000 nach. Die Reiseenduro wurde 2019 auf der EICMA vorgestellt.
Zudem wird wieder eine XT-Variante mit Drahtspeichenrädern angeboten.

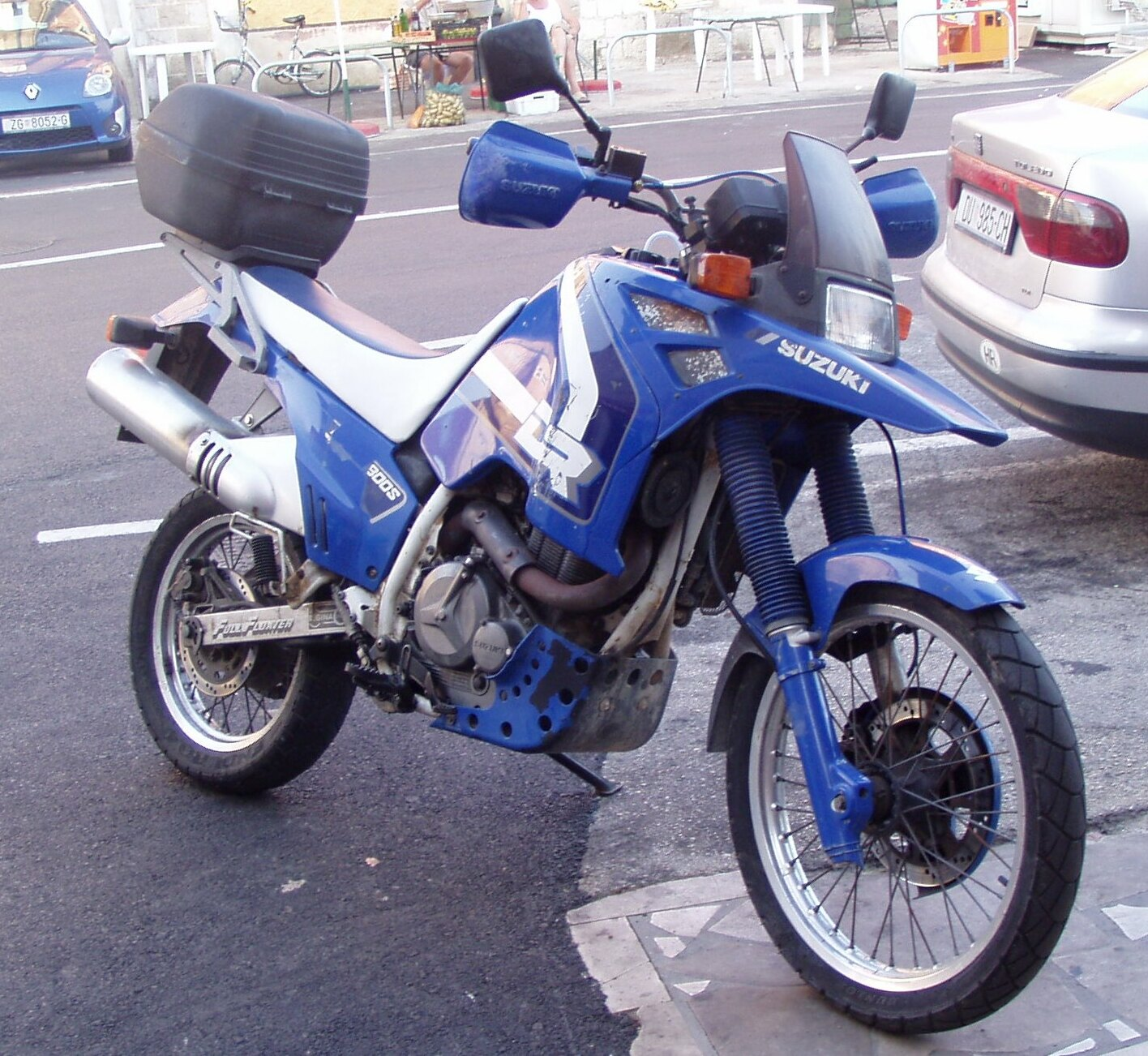
Suzuki DR 800 als optisches Vorbild

Optisch wurde vorn mit dem sogenannten „Entenschnabel“ der Bezug zu den DR-Einzylinder-Enduros der 90er Jahre hergestellt. Die Maschine hat nun Ride-by-Wire, drei Fahrmodi (Sport, Tour, Nässe), Sensorik mit sogenannter 6-Achsen-IMU und erfüllt die Abgasnorm Euro 5.
Im Herbst 2022, das das 20te V-Strom-Modelljahr darstellt, stellte Suzuki das Spitzenmodell 1050 DE vor.

## Bauweise

### Antrieb
Der V2-Motor aus dem Vorgängermodell wurde angepasst, die Leistung wurde auf 80 kW erhöht. Der Wasserkühler wurde vergrößert.  Weiter änderte sich der Drehmomentverlauf bei etwas geringerem Höchstdrehmoment (100 Nm (statt 103 Nm) bei 6000/min); ab etwa 3500/min liegen durchweg mindestens 90 Nm an. Das Drehmoment bleibt auch bei höheren Drehzahlen höher.
Das Motorrad beschleunigt in etwa 4,0 Sekunden von 0 auf 100 km/h und erreicht eine Höchstgeschwindigkeit von 206 km/h.
Im Herbst 2022 wurden natriumgefüllte Auslassventile eingeführt, was durch das Schmelzen des Natriums bei 90 °C die Temperatur im Zylinderkopf senkt. Das Getriebe wurde überarbeitet, dabei wurde die Übersetzung des sechsten Gangs verlängert. Die DE-Version hat mit dem Gravel Mode einen zusätzlichen Fahrmodus.

### Fahrwerk
Das Fahrwerk mit Aluminiumrahmen wurde vollständig von der V Strom 1000 übernommen. Die Federelemente sind in Zug- und Druckstufe verstellbar, das Heckfederbein zusätzlich noch in der Vorspannung. Die Bereifung hat vorn die Dimension 110/80-19 und hinten 150/70-17. Das Leergewicht beträgt 236 kg. Die XT-Version hat einige elektronische Fahrhilfen. Das Modell DE hat zur Erhöhung der Geländetauglichkeit eine 40 mm längere hintere Schwinge mit höherer Verwindungssteifigkeit, ein 21 Zoll Drahtspeichenvorderrad und vorn 10 mm mehr Federweg.

### Sonstiges
Scheinwerfer und Rückleuchten haben LED-Technik. Blinker in LED-Technik sind der XT vorbehalten. Die Instrumente sind komplett als LC-Display ausgeführt. Serienmäßig ist auch eine USB-Steckdose vorn, um z. B. Navigationsgerät oder Ladekabel für Mobiltelefone anzuschließen; die XT hat auch eine 12 V-Steckdose unter der Rücksitzbank.  Darüber hinaus gibt es 50 Möglichkeiten der Individualisierung, wie Schutzelemente, eine Griffheizung und Verstaumöglichkeiten.

## Farben
Zum Marktstart gab es für das Grundmodell und das XT-Modell schwarze Lackierung, ansonsten unterschiedliche Farben, für die XT Champion Yellow No.2, Pearl Brilliant White / Glass Blaze Orange.

## Zulassungszahlen in Deutschland
2021 wurden 740 V-Strom 1050 in Deutschland zugelassen; damit lag sie in der Häufigkeit auf Platz 48 der Motorräder. Anders als das kleine Schwestermodell V-Strom 650 (Platz 44 im Jahr 2022) war die 1050er 2022 und 2023 dann nicht mehr unter den ersten 50 meistzugelassenen Motorrädern.